# Omagiu Cataloniei
Omagiu Cataloniei (în engleză Homage to Catalonia) este o carte politică de non-ficțiune din 1938 de George Orwell publicată prima dată de Secker and Warburg.